# Araeoncus macrophthalmus
Araeoncus macrophthalmus är en spindelart som beskrevs av Miller 1970. Araeoncus macrophthalmus ingår i släktet Araeoncus och familjen täckvävarspindlar.
Artens utbredningsområde är Angola. Inga underarter finns listade i Catalogue of Life.